# Hugo Ibscher
Hugo Ibscher, född 28 september 1874 i Berlin, död där 26 maj 1943, var en tysk papyruskonservator.
Hugo Ibscher var anställd vid Staatliches Museum i Berlin och blev hedersdoktor i Hamburg 1926. Ibscher blev 1891 bokbindarlärling i egypiska museets handskriftsavdelning och fick från 1894 självständigt utveckla sin talang som konservator, särskilt av papyrer, samt vann snart världsrykte. Tack vare eminent formsinne lärde Ibscher läsa bland annat latinsk, grekisk, demotisk och arameisk skrift - utan att förstå språken. Han bemästrade med skarp blick för skriftens och materialets karaktär sammansättningen av de mest fragmentariska texter och begick sällan misstag. Ibscher arbetade vid eller för en mängd institutioner inom och utom Tyskland, till exempel i Vatikanen, Paris, London, Kairo, New York, Köpenhamn och Uppsala. Mest berömda blev Ibschers konserveringar av de manikeiska skrifterna i Berlin och London samt Bachhandskrifterna i Berlin.